# Paradise (Coldplay)
Paradise is een single van de Britse rockband Coldplay. De single is uitgebracht op 12 september 2011. Het is de tweede single van hun album Mylo Xyloto, dat op 24 oktober 2011 uitkwam. De vioolpartij in de song bevat een sample van "Fun", ook een Coldplay-song (uit de Viva La Vida sessies) die werd uitgeleend aan Natalie Imbruglia.
Fedde le Grand maakte in 2012 een 12" remix van het nummer.

## Videoclip
In de videoclip van Paradise staat een olifant centraal. Chris Martin zit in het pak van een olifant en dat is halverwege de clip ook te zien. De olifant ontsnapt uit de dierentuin en vlucht naar het paradijs, waar hij verenigd wordt met 3 andere olifanten, die worden gespeeld door de andere bandleden.

## Hitnoteringen

### Nederlandse Top 40
| Hitnotering: 24-09-2011 t/m 25-02-2012 | Hitnotering: 24-09-2011 t/m 25-02-2012 | Hitnotering: 24-09-2011 t/m 25-02-2012 | Hitnotering: 24-09-2011 t/m 25-02-2012 | Hitnotering: 24-09-2011 t/m 25-02-2012 | Hitnotering: 24-09-2011 t/m 25-02-2012 | Hitnotering: 24-09-2011 t/m 25-02-2012 | Hitnotering: 24-09-2011 t/m 25-02-2012 | Hitnotering: 24-09-2011 t/m 25-02-2012 | Hitnotering: 24-09-2011 t/m 25-02-2012 | Hitnotering: 24-09-2011 t/m 25-02-2012 | Hitnotering: 24-09-2011 t/m 25-02-2012 | Hitnotering: 24-09-2011 t/m 25-02-2012 |
| Week:                                  | 1                                      | 2                                      | 3                                      | 4                                      | 5                                      | 6                                      | 7                                      | 8                                      | 9                                      | 10                                     | 11                                     | 12                                     |
| -------------------------------------- | -------------------------------------- | -------------------------------------- | -------------------------------------- | -------------------------------------- | -------------------------------------- | -------------------------------------- | -------------------------------------- | -------------------------------------- | -------------------------------------- | -------------------------------------- | -------------------------------------- | -------------------------------------- |
| Positie:                               | 7                                      | 3                                      | 6                                      | 5                                      | 5                                      | 5                                      | 4                                      | 5                                      | 7                                      | 6                                      | 7                                      | 7                                      |
| Week:                                  | 13                                     | 14                                     | 15                                     | 16                                     | 17                                     | 18                                     | 19                                     | 20                                     | 21                                     | 22                                     | 23                                     |                                        |
| Positie:                               | 7                                      | 4                                      | 5                                      | 7                                      | 11                                     | 11                                     | 14                                     | 21                                     | 30                                     | 36                                     | 40                                     | uit                                    |

### B2B Single Top 100
| Hitnotering: 17-09-2011 t/m 31-03-2012 | Hitnotering: 17-09-2011 t/m 31-03-2012 | Hitnotering: 17-09-2011 t/m 31-03-2012 | Hitnotering: 17-09-2011 t/m 31-03-2012 | Hitnotering: 17-09-2011 t/m 31-03-2012 | Hitnotering: 17-09-2011 t/m 31-03-2012 | Hitnotering: 17-09-2011 t/m 31-03-2012 | Hitnotering: 17-09-2011 t/m 31-03-2012 | Hitnotering: 17-09-2011 t/m 31-03-2012 | Hitnotering: 17-09-2011 t/m 31-03-2012 | Hitnotering: 17-09-2011 t/m 31-03-2012 | Hitnotering: 17-09-2011 t/m 31-03-2012 | Hitnotering: 17-09-2011 t/m 31-03-2012 | Hitnotering: 17-09-2011 t/m 31-03-2012 | Hitnotering: 17-09-2011 t/m 31-03-2012 | Hitnotering: 17-09-2011 t/m 31-03-2012 |
| Week:                                  | 1                                      | 2                                      | 3                                      | 4                                      | 5                                      | 6                                      | 7                                      | 8                                      | 9                                      | 10                                     | 11                                     | 12                                     | 13                                     | 14                                     | 15                                     |
| -------------------------------------- | -------------------------------------- | -------------------------------------- | -------------------------------------- | -------------------------------------- | -------------------------------------- | -------------------------------------- | -------------------------------------- | -------------------------------------- | -------------------------------------- | -------------------------------------- | -------------------------------------- | -------------------------------------- | -------------------------------------- | -------------------------------------- | -------------------------------------- |
| Positie:                               | 2                                      | 2                                      | 5                                      | 10                                     | 9                                      | 5                                      | 5                                      | 9                                      | 15                                     | 13                                     | 22                                     | 17                                     | 9                                      | 5                                      | 8                                      |
| Week:                                  | 16                                     | 17                                     | 18                                     | 19                                     | 20                                     | 21                                     | 22                                     | 23                                     | 24                                     | 25                                     | 26                                     | 27                                     | 28                                     | 29                                     |                                        |
| Positie:                               | 10                                     | 18                                     | 30                                     | 40                                     | 40                                     | 38                                     | 36                                     | 47                                     | 46                                     | 60                                     | 69                                     | 54                                     | 64                                     | 80                                     | uit                                    |

### Vlaamse Ultratop 50
| Hitnotering: 24-09-2011 t/m 18-02-2012 | Hitnotering: 24-09-2011 t/m 18-02-2012 | Hitnotering: 24-09-2011 t/m 18-02-2012 | Hitnotering: 24-09-2011 t/m 18-02-2012 | Hitnotering: 24-09-2011 t/m 18-02-2012 | Hitnotering: 24-09-2011 t/m 18-02-2012 | Hitnotering: 24-09-2011 t/m 18-02-2012 | Hitnotering: 24-09-2011 t/m 18-02-2012 | Hitnotering: 24-09-2011 t/m 18-02-2012 | Hitnotering: 24-09-2011 t/m 18-02-2012 | Hitnotering: 24-09-2011 t/m 18-02-2012 | Hitnotering: 24-09-2011 t/m 18-02-2012 | Hitnotering: 24-09-2011 t/m 18-02-2012 | Hitnotering: 24-09-2011 t/m 18-02-2012 | Hitnotering: 24-09-2011 t/m 18-02-2012 | Hitnotering: 24-09-2011 t/m 18-02-2012 | Hitnotering: 24-09-2011 t/m 18-02-2012 | Hitnotering: 24-09-2011 t/m 18-02-2012 | Hitnotering: 24-09-2011 t/m 18-02-2012 | Hitnotering: 24-09-2011 t/m 18-02-2012 | Hitnotering: 24-09-2011 t/m 18-02-2012 | Hitnotering: 24-09-2011 t/m 18-02-2012 | Hitnotering: 24-09-2011 t/m 18-02-2012 | Hitnotering: 24-09-2011 t/m 18-02-2012 |
| Week:                                  | 1                                      | 2                                      | 3                                      | 4                                      | 5                                      | 6                                      | 7                                      | 8                                      | 9                                      | 10                                     | 11                                     | 12                                     | 13                                     | 14                                     | 15                                     | 16                                     | 17                                     | 18                                     | 19                                     | 20                                     | 21                                     | 22                                     |                                        |
| -------------------------------------- | -------------------------------------- | -------------------------------------- | -------------------------------------- | -------------------------------------- | -------------------------------------- | -------------------------------------- | -------------------------------------- | -------------------------------------- | -------------------------------------- | -------------------------------------- | -------------------------------------- | -------------------------------------- | -------------------------------------- | -------------------------------------- | -------------------------------------- | -------------------------------------- | -------------------------------------- | -------------------------------------- | -------------------------------------- | -------------------------------------- | -------------------------------------- | -------------------------------------- | -------------------------------------- |
| Positie:                               | 3                                      | 3                                      | 5                                      | 7                                      | 9                                      | 3                                      | 7                                      | 10                                     | 12                                     | 13                                     | 14                                     | 15                                     | 12                                     | 12                                     | 12                                     | 11                                     | 17                                     | 22                                     | 26                                     | 29                                     | 40                                     | 41                                     | uit                                    |

### Vlaamse Radio 2 Top 30
| Hitnotering: 12-11-2011 t/m 10-03-2012 | Hitnotering: 12-11-2011 t/m 10-03-2012 | Hitnotering: 12-11-2011 t/m 10-03-2012 | Hitnotering: 12-11-2011 t/m 10-03-2012 | Hitnotering: 12-11-2011 t/m 10-03-2012 | Hitnotering: 12-11-2011 t/m 10-03-2012 | Hitnotering: 12-11-2011 t/m 10-03-2012 | Hitnotering: 12-11-2011 t/m 10-03-2012 | Hitnotering: 12-11-2011 t/m 10-03-2012 | Hitnotering: 12-11-2011 t/m 10-03-2012 | Hitnotering: 12-11-2011 t/m 10-03-2012 | Hitnotering: 12-11-2011 t/m 10-03-2012 | Hitnotering: 12-11-2011 t/m 10-03-2012 | Hitnotering: 12-11-2011 t/m 10-03-2012 | Hitnotering: 12-11-2011 t/m 10-03-2012 | Hitnotering: 12-11-2011 t/m 10-03-2012 | Hitnotering: 12-11-2011 t/m 10-03-2012 | Hitnotering: 12-11-2011 t/m 10-03-2012 | Hitnotering: 12-11-2011 t/m 10-03-2012 | Hitnotering: 12-11-2011 t/m 10-03-2012 |
| Week:                                  | 1                                      | 2                                      | 3                                      | 4                                      | 5                                      | 6                                      | 7                                      | 8                                      | 9                                      | 10                                     | 11                                     | 12                                     | 13                                     | 14                                     | 15                                     | 16                                     | 17                                     | 18                                     |                                        |
| -------------------------------------- | -------------------------------------- | -------------------------------------- | -------------------------------------- | -------------------------------------- | -------------------------------------- | -------------------------------------- | -------------------------------------- | -------------------------------------- | -------------------------------------- | -------------------------------------- | -------------------------------------- | -------------------------------------- | -------------------------------------- | -------------------------------------- | -------------------------------------- | -------------------------------------- | -------------------------------------- | -------------------------------------- | -------------------------------------- |
| Positie:                               | 22                                     | 16                                     | 11                                     | 7                                      | 6                                      | 5                                      | 6                                      | 6                                      | 5                                      | 7                                      | 9                                      | 12                                     | 13                                     | 14                                     | 18                                     | 21                                     | 28                                     | 30                                     | uit                                    |

### NPO Radio 2 Top 2000
| Nummer met noteringen in de NPO Radio 2 Top 2000 | '11 | '12 | '13 | '14 | '15 | '16 | '17 | '18 | '19 | '20 | '21 | '22 | '23 | '24 |
| ------------------------------------------------ | --- | --- | --- | --- | --- | --- | --- | --- | --- | --- | --- | --- | --- | --- |
| Paradise                                         | 74  | 126 | 149 | 220 | 264 | 346 | 396 | 380 | 455 | 481 | 529 | 384 | 367 | 488 |

1. ↑  Een vetgedrukt getal geeft de hoogste notering aan.
2. ↑  2011 was het eerste jaar met een notering voor dit nummer.